# North Ockendon
North Ockendon – była wieś w Anglii, w Wielki Londyn. W 1931 wieś liczyła 291 mieszkańców. Obecnie część London Borough of Havering.